# یانا دولژلووا
یانا دولژلووا (چکی: Jana Doleželová؛ زادهٔ ۲۳ ژوئن ۱۹۸۱) یک هنرپیشه، داروساز و مدل اهل جمهوری چک است.
او در سن ۲۲ سالگی دوشیزهٔ شایستهٔ جمهوری چک گردید.